# NPO Saturn AL-32
Le NPO Saturn AL-32M est un turboréacteur basé sur les turboréacteurs Lyulka/Saturn AL-31F et le Saturn AL-41F-1. Il est destiné à propulser le supersonique Tupolev Tu-444.

## Source
- (en) Cet article est partiellement ou en totalité issu de l’article de Wikipédia en anglais intitulé « Lyulka AL-21 » (voir la liste des auteurs).